# Jérôme Owono-Mimboe
Jérôme Owono-Mimboe (* 4. Februar 1933 in Ngoulémakong; † 15. Juli 2016) war ein kamerunischer Geistlicher und römisch-katholischer Bischof von Obala. 

## Leben
Jérôme Owono-Mimboe empfing am 22. Juli 1962 die Priesterweihe.
Papst Johannes Paul II. ernannte ihn am 3. Juli 1987 zum ersten Bischof des mit gleichem Datum errichteten Bistums Obala. Der Erzbischof von Yaoundé, Jean Zoa, spendete ihm am 6. September desselben Jahres die Bischofsweihe; Mitkonsekratoren waren Joachim N’Dayen, Erzbischof von Bangui, und Jean-Baptiste Ama, Bischof von Sangmélima. 
Am 3. Dezember 2009 nahm Papst Benedikt XVI. sein altersbedingtes Rücktrittsgesuch an.